# Церна (Ральбиц-Розенталь)

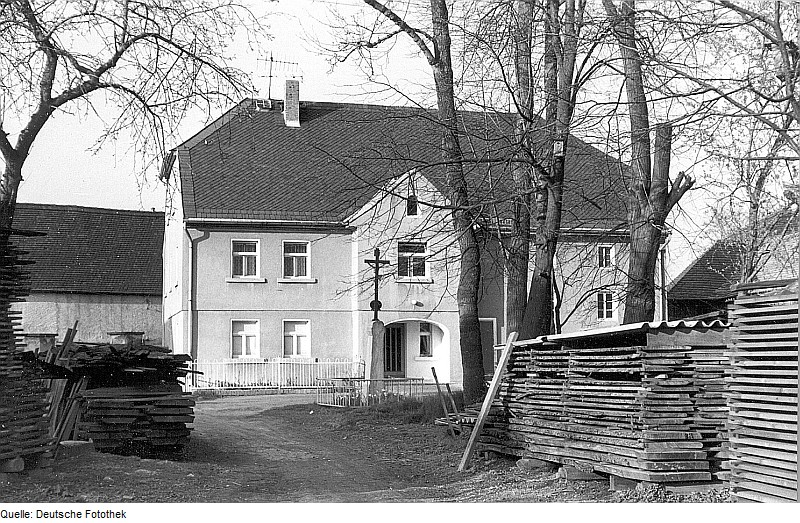
Фото 1980 года

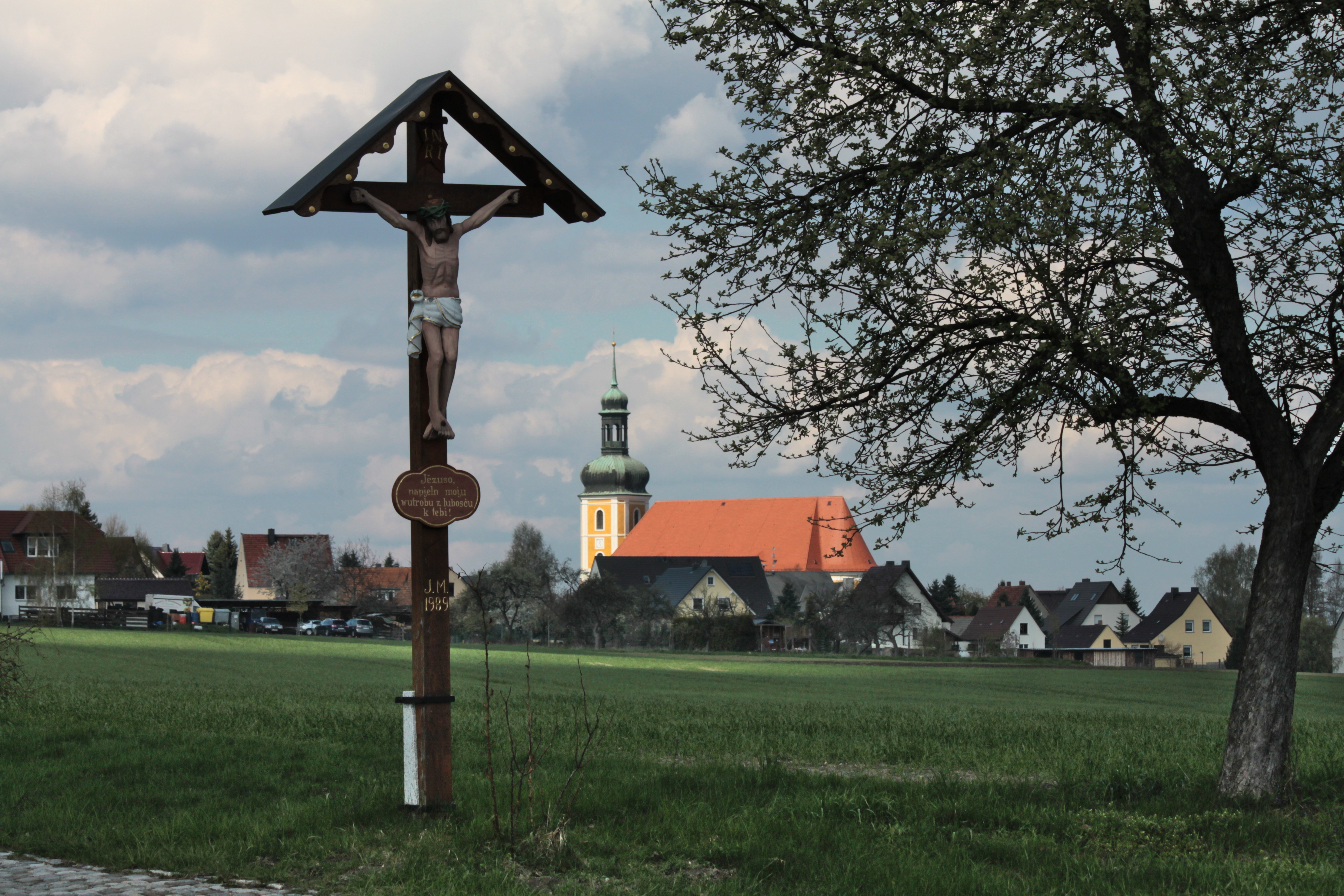

Це́рна или Се́рняны (нем. Zerna; в.-луж. Sernjanyо файле) — деревня в Верхней Лужице, Германия. Входит в состав коммуны Ральбиц-Розенталь района Баутцен в земле Саксония. Подчиняется административному округу Дрезден.

## География
Деревня располагается в пойме реки Клостервассер в 10 км на восток от Каменца и в 17 км на северо-запад от Будишина.
На северо-востоке деревня граничит с деревней Новослицы, на юге — с деревней Граньца, на юго-западе — с деревней Горни-Гайнк коммуны Реккельвиц и на северо-западе — с деревней Рожант.

## История
Впервые деревня упоминается в 1419 году как Чшерна (Czscherna). До XIX века деревня принадлежала монастырю Мариенштерн.
До 1974 года деревня имела статус самостоятельной коммуны, потом перешла в состав коммуны Ральбиц-Розенталь.
В настоящее время деревня входит в состав культурно-территориальной автономии «Лужицкая поселенческая область», на территории которой действуют законодательные акты земель Саксонии и Бранденбурга, содействующие сохранению лужицких языков и культуры лужичан.

## Население
Согласно статистическому сочинению «Dodawki k statisticy a etnografiji łužickich Serbow» Арношта Муки в Сернянах в 1884 году проживало 160 человек (все без исключения — лужичане).
Лужицкий демограф Арношт Черник в своём сочинении «Die Entwicklung der sorbischen Bevölkerung» пишет, что в 1956 году численность лужицкого населения в деревне составляла 98 %.
Наибольшая численность была в 1997—1998, 2002 годах (201 человек). На 31 декабря 2015 численность населения составляла 184 человека.
Официальным языком в населённом пункте, помимо немецкого, является верхнелужицкий язык.
| 1900 | 1993 | 1997 | 2000 | 2001 | 2002 | 2005 | 2006 | 2010 | 2015 |
| ---- | ---- | ---- | ---- | ---- | ---- | ---- | ---- | ---- | ---- |
| 160  | 191  | 201  | 197  | 200  | 201  | 191  | 188  | 184  | 184  |

## Известные жители и уроженцы
- Домашцына, Рожа (род. 1952) — серболужицкая поэтесса.